# MindLab
MindLab er en tværministeriel udviklingsenhed, som arbejder med offentlig innovation som en del af Erhvervs- og Vækstministeriet, Beskæftigelsesministeriet, Undervisningsministeriet og Odense Kommune. MindLab indgår desuden i samarbejde med Økonomi- og Indenrigsministeriet. 
MindLab blev skabt i 2002 som det daværende Økonomi- og Erhvervsministeriets interne væksthus for nytænkning og innovation. I 2007 blev MindLabs ejerkreds udvidet med yderligere to ministerier — Skatteministeriet og Beskæftigelsesministeriet. Ministeriet for Børn og Undervisning har været en del af MindLabs ejerkreds siden januar 2013. 
MindLab har omkring 15 medarbejdere, som arbejder brugerdrevet med afsæt i design, kvalitativ research og offentlig forretningsudvikling. Innovationschef Christian Bason er leder af MindLab. 